# Compsoptera intermediaria
Compsoptera intermediaria är en fjärilsart som beskrevs av Bytinsky-salz 1937. Compsoptera intermediaria ingår i släktet Compsoptera och familjen mätare. Inga underarter finns listade i Catalogue of Life.